# Zawadów (stacja kolejowa)
Zawadów – stacja kolejowa we wsi Zawadów.
Stacja towarowa na bocznicy szlakowej Jaszczów – LW Bogdanka. W pobliżu stacji znajduje się lokomotywownia LW Bogdanka.
| Zawadów                 |  |                                   |
| Linia                   |  |                                   |
| Jaszczówodległość: 0 km |  | KWK Bogdanka odległość: 25,071 km |